# Twenty Years Ago Today
Twenty Years Ago Today is de achtste aflevering van het vierde seizoen van het tienerdrama Beverly Hills, 90210, die voor het eerst werd uitgezonden op 27 oktober 1993.

## Verhaal
Jim en Cindy vieren hun twintigste huwelijksjaar. Veel mensen kunnen maar moeilijk geloven dat twee mensen zo lang gelukkig getrouwd met elkaar kunnen zijn. Voor de speciale dag komen zowel Cindy's ouders als Jims moeder voor een bezoek. Het blijkt al snel dat Jim en Cindy's moeders het maar zelden met elkaar eens zijn.
Dylan koopt op illegale wijze een pistool. Later die dag brengt Brandon het cadeau voor zijn ouders naar zijn appartement om het daar tijdelijk te bewaren. Wanneer hij deze komt ophalen, staat Dylan onder de douche en hoort hij Brandon niet aanbellen. Brandon heeft het cadeau dringend nodig en besluit een ruitje in te slaan. Dylan merkt op dat er bij hem wordt ingebroken en grijpt naar zijn pistool. Brandon schrikt wanneer Dylan hem onder schot houdt en haalt hem over van het wapen af te komen.
John wil met Kelly mee als haar date naar het feest van Jim en Cindy. Kelly zegt echter dat ze hun eerste gezamenlijke verschijning beter op een ander moment kunnen maken. Ondertussen worden David en Donna opgehouden door Mel, die Erin bij hen dumpt om naar Mexico te kunnen gaan. Ze besluiten Erin mee te nemen naar het feest. Jackie ontdekt dit en is razend. Ze zegt David dat ze Mel nog van haar advocaat laat horen.
Andrea vertelt aan Kelly dat ze geen toekomst ziet met Dan. Ze zegt dat hij geen greintje romantiek in zich heeft. Daarnaast suggereerde Dan eerder die dag nooit te willen trouwen. Kelly antwoordt dat ze Dan tijd moet geven. Niet veel later ontmoet ze aan de bar Jesse Vasquez. Ze praten en flirten met elkaar.
Brandon ontmoet Lucinda Nicholson op de sportschool. Ze flirten met elkaar, maar Lucinda wil niets met hem. Ze legt uit dat het leeftijdsverschil tussen de twee groot is. Brandon zegt dat hij het geen probleem vindt dat hij 18 jaar oud is en zij 27 jaar.
Op het feest van Jim en Cindy ziet Dylan dat Brenda uitgaat met Stuart. Ze waarschuwt Brandon voor Stuart. Hoewel hij niet vertelt wat er aan hem scheelt, geeft hij toe dat Stuart een slechte invloed heeft. Niet veel later vraagt Stuart Brenda ten huwelijk. Hij biedt haar een ring van drie en een half karaat aan en zij accepteert. Jims moeder kondigt de verloving aan. Jim en Cindy zijn verbaasd en lieten al eerder los dat Brenda veel te jong is om te trouwen en eerst haar studie moet afmaken. Brandon maakt zich ook zorgen om haar, na wat Dylan hem heeft verteld.

## Rolverdeling
- Jason Priestley - Brandon Walsh
- Shannen Doherty - Brenda Walsh
- Jennie Garth - Kelly Taylor
- Ian Ziering - Steve Sanders
- Gabrielle Carteris - Andrea Zuckerman
- Luke Perry - Dylan McKay
- Brian Austin Green - David Silver
- Tori Spelling - Donna Martin
- Carol Potter - Cindy Walsh
- James Eckhouse - Jim Walsh
- Ann Gillespie - Jackie Taylor
- Matthew Laurance - Mel Silver
- David Gail - Stuart Carson
- Mark D. Espinoza - Jesse Vasquez
- Paul Johansson - John Sears
- Matthew Porretta - Dan Rubin
- Jennifer Grant - Celeste Lundy
- Cress Williams - D'Shawn Hardell
- Julie Adams - Arlene Beevis
- Robert Rockwell - Bill Beevis
- June Claman - Georgette Walsh
- April Peterson & Arielle Peterson - Erin Silver